# Svenska cupen i fotboll 2004
Svenska cupen i fotboll 2004 var den 49:e upplagan av svenska cupen i fotboll. Turneringen startade den 28 mars 2004 och avslutades den 6 november 2004 med finalen, som hölls på Råsunda, i Stockholm. Djurgårdens IF vann finalen 3–1 mot IFK Göteborg.  

## Första omgången
34 matcher spelades mellan den 28 mars och den 12 april. Det var 68 lag i den första omgången främst från Division 1, Division 2 och Division 3, men omgången inkluderade även några lag från Division 4 och Division 5.
| Lag 1                 | Totalt            | Lag 2               |
| --------------------- | ----------------- | ------------------- |
| Gimonäs CK            | 0–3               | Luleå SK            |
| IF VP Uppsala         | 0–2               | Visby IF Gute FK    |
| IFK Uddevalla         | 2–3               | FC Trollhättan      |
| FC Stockholm          | 0–2               | Topkapi IK          |
| Ulvåkers IF           | 0–4               | Degerfors IF        |
| Robertsfors IK        | 1–3               | Friska Viljor FC    |
| Östersunds FK         | 0–4               | IFK Timrå           |
| Skövde AIK            | 1–5               | Husqvarna FF        |
| IFK Ölme              | 4–0               | Tidaholms GoIF      |
| Syrianska IF Kerburan | 0–3               | Vallentuna BK       |
| Ljungby IF            | 1–2               | Malmö Anadolu BI    |
| Ödeshögs IK           | 0–4               | Rynninge IK         |
| Eslövs BK             | 2–1               | Höllvikens GIF      |
| Växjö Norra IF        | 3–4               | IFK Hässleholm      |
| IF Viken              | 0–2               | Carlstad United BK  |
| Spårvägens FF         | 3–1               | IK Sirius FK        |
| Väsby IK              | 5–1               | Eskilstuna City FK  |
| Lindsdals IF          | 2–4 (aet)         | Kristianstads FF    |
| Bälinge IF            | 2–3               | Vasalund/Essinge IF |
| Hulåns IF             | 0–5               | Sandvikens IF       |
| Strands IF            | 2–3 (aet)         | IK Brage            |
| Ronneby BK            | 0–2               | Bunkeflo IF         |
| IS Halmia             | 4–0               | Högaborgs BK        |
| Kvibille BK           | 1–2               | Ystads IF FF        |
| Linköpings FF         | 0–1               | Myresjö IF          |
| BK Kenty              | 2–0               | IK Tord             |
| IFK Fjärås            | 1–4               | Torslanda IK        |
| IF Heimer             | 1–2               | Gunnilse IS         |
| IFK Värnamo           | 1–1 (aet, p. 3–1) | Ängelholms FF       |
| Hamre MM              | 1–4               | Tyresö FF           |
| Enskede IK            | 2–1               | Karlslunds IF HFK   |
| Kinna IF              | 2–4               | GAIS                |
| Högvads BK            | 0–4               | Lärje-Angereds IF   |
| IK Sleipner           | 5–1               | Syrianska FC        |

## Andra omgången
I denna omgång debuterade även lag från Allsvenskan och Superettan turneringen. De 32 matcherna spelades mellan 27 april och 6 maj 2004.
| Lag 1               | Totalt            | Lag 2                |
| ------------------- | ----------------- | -------------------- |
| Malmö Anadolu BI    | 0–4               | Örgryte IS           |
| FC Trollhättan      | 1–2 (aet)         | FC Café Opera United |
| Luleå SK            | 0–0 (aet, p. 2–4) | Åtvidabergs FF       |
| IK Brage            | 2–0               | AIK                  |
| Degerfors IF        | 0–4               | IFK Göteborg         |
| Vallentuna BK       | 1–2               | Friska Viljor FC     |
| Ystads IF FF        | 1–4               | Malmö FF             |
| Bunkeflo IF         | 0–1               | IF Sylvia            |
| IFK Hässleholm      | 4–3               | Västra Frölunda IF   |
| BK Kenty            | 2–3               | BK Forward           |
| Rynninge IK         | 1–2               | Landskrona BoIS      |
| Lärje-Angereds IF   | 2–1               | IFK Ölme             |
| Kristianstads FF    | 1–3 (aet)         | GIF Sundsvall        |
| IK Sleipner         | 1–3               | Halmstads BK         |
| Torslanda IK        | 1–4               | Enköpings SK FK      |
| Sandvikens IF       | 1–3               | Hammarby IF          |
| IFK Timrå           | 1–3               | Djurgårdens IF       |
| IS Halmia           | 0–1 (aet)         | Gefle IF             |
| Gunnilse IS         | 1–2               | IFK Malmö FK         |
| Vasalund/Essinge IF | 0–1               | Assyriska FF         |
| Spårvägens FF       | 0–3               | IFK Norrköping       |
| Enskede IK          | 0–2               | Östers IF            |
| GAIS                | 2–0               | Falkenbergs FF       |
| Topkapi IK          | 3–2               | Västerås SK FK       |
| Tyresö FF           | 1–5               | Trelleborgs FF       |
| IFK Värnamo         | 3–0               | Bodens BK            |
| Husqvarna FF        | 1–2               | Örebro SK            |
| Myresjö IF          | 1–2               | IF Elfsborg          |
| Visby IF Gute FK    | 2–1               | BK Häcken            |
| Carlstad United BK  | 1–2               | IF Brommapojkarna    |
| Eslövs BK           | 1–8               | Helsingborgs IF      |
| Väsby IK            | 1–2               | Kalmar FF            |

## Tredje omgången
De 16 matcherna i denna omgång spelades mellan 19 maj och 23 juni 2004.
| Lag 1                | Totalt    | Lag 2           |
| -------------------- | --------- | --------------- |
| Visby IF Gute FK     | 0–1       | IFK Värnamo     |
| Friska Viljor FC     | 4–3       | IF Elfsborg     |
| IFK Hässleholm       | 2–4       | Assyriska FF    |
| IF Sylvia            | 3–5 (aet) | Halmstads BK    |
| FC Café Opera United | 4–1       | Gefle IF        |
| Östers IF            | 2–1       | BK Forward      |
| IF Brommapojkarna    | 1–0       | IFK Malmö FK    |
| Lärje-Angereds IF    | 3–1 (aet) | IK Brage        |
| Örebro SK            | 2–1       | Malmö FF        |
| IFK Norrköping       | 3–1       | Kalmar FF       |
| Djurgårdens IF       | 3–1       | Helsingborgs IF |
| Topkapi IK           | 0–2       | GAIS            |
| Örgryte IS           | 5–0       | Åtvidabergs FF  |
| GIF Sundsvall        | 1–0       | Enköpings SK FK |
| IFK Göteborg         | 4–1       | Trelleborgs FF  |
| Hammarby IF          | 1–0       | Landskrona BoIS |

## Fjärde omgången
De 8 matcherna i denna omgång spelades mellan 17 juni och 6 juli 2004.
| Lag 1             | Totalt            | Lag 2                |
| ----------------- | ----------------- | -------------------- |
| Lärje-Angereds IF | 0–4               | GAIS                 |
| Östers IF         | 3–2               | Örgryte IS           |
| Assyriska FF      | 2–2 (aet, p. 4–3) | IF Brommapojkarna    |
| Friska Viljor FC  | 0–4               | IFK Göteborg         |
| IFK Värnamo       | 2–2 (aet, p. 2–4) | Hammarby IF          |
| Halmstads BK      | 2–4 (aet)         | Örebro SK            |
| Djurgårdens IF    | 3–2               | GIF Sundsvall        |
| IFK Norrköping    | 3–1 (aet)         | FC Café Opera United |

## Kvartsfinal
De fyra matcherna i denna omgång spelades mellan 29 juli och 14 oktober 2004.
| Lag 1          | Totalt | Lag 2          |
| -------------- | ------ | -------------- |
| IFK Göteborg   | 3–2    | Örebro SK      |
| GAIS           | 0–1    | Hammarby IF    |
| Östers IF      | 2–0    | Assyriska FF   |
| IFK Norrköping | 0–1    | Djurgårdens IF |

## Semifinaler
Semifinalerna spelades den 20 oktober och 21 oktober 2004.
| Lag 1       | Totalt | Lag 2          |
| ----------- | ------ | -------------- |
| Östers IF   | 0–2    | Djurgårdens IF |
| Hammarby IF | 0–2    | IFK Göteborg   |

## Final
Finalen spelades den 6 november 2004 på Råsunda. 
| Lag 1          | Totalt | Lag 2        |
| -------------- | ------ | ------------ |
| Djurgårdens IF | 3–1    | IFK Göteborg |

## Fotnoter
1. ↑  ”Svenska Cupen h: Djurgårdens IF bäst i finalen - Svenskfotboll.se”. https://svenskfotboll.se/cuper/svenska-cupen-herrar/resultat-tidigare-ar/2004/. Läst 13 oktober 2011.
2. ↑  ”Spelprogram - Svenska Cupen, Herrar herrar - Resultat tidigare år - 2004 - Svenskfotboll.se”. https://svenskfotboll.se/cuper/svenska-cupen-herrar/resultat-tidigare-ar/2004/alla-matcher-2004/. Läst 13 oktober 2011.
3. ↑  ”Svenska Cupen Herr - Omgång 2 – Fotbollsserier 2004 – Fotboll – everysport.com”. http://www.everysport.com/sport/fotboll/fotbollsserier-2004/svenska-cupen-herr/omgng-2/8526. Läst 13 oktober 2011.
4. ↑  ”Svenska Cupen herrar - Resultat tidigare år - 2004 - Svenskfotboll.se”. https://svenskfotboll.se/cuper/svenska-cupen-herrar/resultat-tidigare-ar/2004/alla-matcher-2004/. Läst 13 oktober 2011.
5. ↑  ”Sweden Cup 2004 - rsssf.com”. http://www.rsssf.com/tablesz/zwedcup04.html. Läst 13 oktober 2011.
6. ↑  ”Svenska Cupen Herr - Semifinal – Fotbollsserier 2004 – Fotboll – everysport.com”. http://www.everysport.com/sport/fotboll/fotbollsserier-2004/svenska-cupen-herr/semifinal/8879. Läst 13 oktober 2011.